# 忍者小靈精
《忍者小靈精》，為一部日本漫畫，作者是藤子不二雄Ⓐ。於1964年至1968年及1981年至1988年在漫畫雜誌連載（包括漫畫雜誌少年、快樂快樂月刊、電視君、小學館學習雜誌）。

## 簡介
哈特利甘藏是一名修行的伊賀流少年忍者，從伊賀到東京市區，並寄居在三葉家。
作品描述哈特利與家中獨子健一的友情等，並介紹（或創作）許多忍術，由於忍者出現在現代社會而引來騷動，亦牽涉到兩大忍者流派—伊賀流與甲賀流的對立。內容輕鬆風趣，符合藤子不二雄一直以來的「少年遇上不可思議的人物」之公式故事。

## 登場角色

### 主要人物
哈特利甘藏（服部 貫蔵（ハットリ カンゾウ）Hattori Kanzō）
配音：堀絢子（日本）；周婉侶【1983】／馮詠恩【2013-2015】／雷碧娜【2017】（香港）；陳美貞【忍者小叮噹】／林美秀【舊版、舊版東森重配版前期】／林筱玲【新版】（台灣）
第一男主角。通稱哈特利（ハットリくん），伊賀流精銳少年忍者，又稱伊賀小子，服部半藏的子孫，外表特徵是微向上翹的嘴巴和臉頰上的螺旋形酒窩。5月5日生，金牛座，推定年齡為10歲，身高140公分，體重40公斤。（真人版的哈特利則是成年人，身高大約170公分。）
為了修行，寄居在東京的三葉家中，早期背貼在健一房間天花板睡覺，後來為了怕打擾健一，便在房間天花板上自建閣樓，作為其與新藏和獅子丸的房間，並於天花板及閣樓外牆分設出入口。
平常穿著藍色忍者服，洗澡時會將衣服摺起來紮在頭上，但頭巾即使是洗澡也不摘下來，沒戴頭巾的樣子就連弟弟新藏也從未看過。
口頭禪是「忍忍」（日本語羅馬拼音：Nin Nin）。
日本配音版對男性多以「先生」稱呼，女性則稱為「小姐」，只有死對頭煙卷不會這樣稱呼。
最糗的事情是尿床（十字手裏劍圖形）（95集），最害怕青蛙和打針，曾因為被煙卷抓到弱點然後企圖算計、知道自己抹了蛤蟆的油後因此差點被嚇到昏厥、後來導致皮膚過敏。此弱點也經常被煙卷利用做為戰勝手段，但甘藏還是有對策應付。
曾在健一的要求下挑戰過用單腳站立的金氏世界記錄，不過仍在將要破紀錄的最後一刻被煙卷破壞而失敗。
另外，在第111集時，以為天上掉下來的恐怖東西是飛碟，但其實是雪花。
煙卷和獅子丸在第107集和第112集都叫他死魚眼。
三葉健一（三葉 ケン一（みつば けんいち）Mitsuba Ken'ichi）
配音：菅谷政子（日本）；黃麗芳【1983】／吳羨婷【2017】（香港）；楊凱凱【忍者小叮噹】／雷碧文【舊版、舊版東森重配版、新版】（台灣）
副主角。戴近視眼鏡的小學生，通稱健一（ケン一（けんいち））。2月28日生。
學業與體育都非常差勁，暗戀夢子，與哈特利兄弟二人是好朋友，健一也常求助於哈特利的忍術。也是煙卷常常捉弄欺負的對象。
哈特利新藏（服部 心蔵（ハットリ シンゾウ）Hattori Shinzō）
配音：三田友子（日本）；梁緻盈【1983】／羅孔柔【2017】（香港）；許淑嬪【忍者小叮噹前期】→林美秀【忍者小叮噹後期】／傅其慧【舊版前期】→謝佼娟【舊版後期、舊版東森重配版、新版】（台灣）
5歲，甘藏的弟弟，又稱小新（シンちゃん），是見習忍者，臉頰上有紅色的圓形。
由於年齡尚小，並沒有哥哥穩重。平常愛跟健一和獅子丸玩耍。
身穿紅色忍者服（早期設定為水色），內面穿著樹脂造的輕型護甲，使用竹製手裡劍。
必殺技是嚎啕大哭，分貝值破表，能讓人昏迷，在第62集煙卷用忍術讓新藏忘了大哭的方法。
因為聲線、個性與服裝的顏色，在台灣常被誤以為是女性。
煙卷煙藏（ケムマキ・ケムゾウ，Kemumaki Kemuzō）
配音：肝付兼太（日本）；曾慶珏【1983】／袁淑珍【1983代配、2017】（香港）；劉傑【忍者小叮噹前期】→魏伯勤【忍者小叮噹後期、舊版】→宋昱璁【舊版東森重配版、新版】（台灣）
甲賀流精銳少年忍者，又稱甲賀小子，也是伊賀流眼中的反派主角。文武雙全詭計多端，視甘藏為宿敵，雖然忍術略遜於甘藏，但詭計與陰謀方面卻為眾人之最。
獨居在東京，與甲賀忍者貓影千代為伴。頭髮上紮有條小辮子。相較於沒有上學的哈特利等人，選擇與健一等人念同個小學班級。暗戀夢子，因此也是健一的情敵。
由於甲賀的規定，必須對外隱藏忍者身份（身邊除了伊賀忍者外，只有健一知曉真實身份）。在眾人面前扮得乖巧，實際上非常壞心眼並愛惡作劇，經常為取悅夢子以捉弄健一，最終都遭到甘藏報復自食惡果，但偶而會展露善良的一面，也偶爾有與甘藏合作的時候。另外，雖然經常捉弄健一，但也曾跟健一一起合作逮捕通緝犯。
以忍者身分現身時穿淺綠色忍者服，不戴頭巾。
曾經用口香糖發明新忍術來擊敗哈特利（第80集），也用忍術千手觀音發射火藥砲彈擊敗哈特利（第112集），但是最後都以失敗收場。
河合夢子（河合 夢子（かわい ゆめこ）Kawai Yumeko）
配音：秋山留奈（日本）；孫明貞【1983】／何晶晶【2017】（香港）；許淑嬪【忍者小叮噹前期】→詹雅菁【忍者小叮噹後期】／傅其慧【舊版前期】→謝佼娟【舊版後期、舊版東森重配版、新版】（台灣）
新原作及動畫版登場（舊版漫畫有類似形象角色但未列為主要人物）
成績優異且異性緣佳，但愛利用男性幫她處理事情，常常使喚暗戀她的健一和煙卷，也是兩人爭執的來源，當然兩人仍舊心甘情願為她做牛做馬。興趣是製作和菓子及料理，尤其是辛辣咖哩。
獅子丸（獅子丸（ししまる）Shishimaru)
配音：緒方賢一（日本）；梁耀昌（1983）／李安邦（2017）（香港）；魏伯勤【忍者小叮噹】／符爽【舊版、舊版東森重配版、新版】（台灣）
於新版原作漫畫及動畫版登場。
甘藏飼養的伊賀流忍者狗，品種為鬆獅犬，皮毛為黃色，像綿花球一樣，頭上有十字標誌。1979年7月24日生。
會聽懂和講人話，很有禮貌的傻憨而饞嘴，可把冰箱裡的食物全食光。
最愛吃竹輪。
武器是骨頭手裡劍，也能用四肢把身上的皮肉拉成四方形以施展忍術飛天法，拿手絕招是「憤怒火球」（此乃向讀者公開招募創作出來的獨門絕技），在第116集獅子丸使出忍術憤怒火球。流星火球攻擊煙卷和影千代。日本配音版常以「哈特利主人」稱呼哈特利。
口頭禪是「（Nyo Nyo）」。 與甲賀流忍者貓影千代為宿敵（且常稱影千代為三腳貓）。
在第107集時煙卷用詭計讓它和甘藏變成敵人，但最後失敗了。曾經和影千代合作過，在第111、117集。
影千代（影千代（かげちよ）Kagechiyo）
配音：山田榮子（日本）；林保全【1983】／鄧港文【2017】（香港）；林美秀【舊版、舊版東森重配版前期、新版】／林筱玲【舊版東森重配版後期】（台灣）
於新原作及動畫版登場。
煙卷飼養的甲賀流忍者貓，皮毛為黑色，頭上有十字標誌，脖子圍著紅圍巾，會聽懂和講人話。經常做為間諜埋伏在三葉家打聽情報並回報給主人煙卷，此外他還考取甲賀高級間諜執照。
雖為雄性，但有著巾幗不讓鬚眉的情操。
愛捉弄獅子丸（且常稱獅子丸為大笨狗），忍術也略勝獅子丸一籌。
擅長絕招是用塑膠板摩擦身上的毛以發出靜電的「貓咪電電攻擊」，第107集煙卷曾經讓影千代和獅子丸合作，雙方使用貓咪電電攻擊和憤怒火球對抗甘藏，但最後失敗。
第117集假扮獅子丸的分身，和獅子丸聯手欺騙甘藏，讓甘藏以為獅子丸成功使出分身術。

### 配角
小池老師（小池（こいけ）先生Koike）配音：二又一成（日本）；盧國權(1983、2017)（香港）；于正昇【忍者小叮噹】／符爽【舊版、舊版東森重配版、新版】（台灣）
健一等人的班級導師，認真熱誠的教導學生，視建一為班上的麻煩學生，常因建一的緣故以及哈特利偶爾誇張的忍術所造成的麻煩而十分頭痛，也會因為這些因素而生氣，會被捲進各種事件中（忍術或者煙卷，健一的互相鬥爭）。性格有時較為糊塗，私底下有偷懶自私的一面，被別人抓包後會不好意思，因為煙卷營造的好孩子形象而有所偏袒，但大多數責罵健一的行為是為了他好，暗戀愛子老師，興趣是研究各種不同品種的蝴蝶（亦曾為了捕獲珍稀蝴蝶而不擇手段），漫畫哆啦A夢中常出現類似的角色形象，通常在家吃拉麵。
伊賀流
小燕子（ツバメ，Tsubame）
配音：樂蔚(1983)（香港）；雷碧文（台灣）
動畫原創角色，後於新版原作逆輸入。
推定年齡是8歲，伊賀流精銳少女忍者，性格有時候較為直率，善於吹奏橫笛操控他人，但有一集她被自己的忍術打敗了。
甘藏的青梅竹馬，暗戀甘藏，稱其為「甘藏大哥」，常到健一家探望他並引起騷動，生氣起來很可怕。
忍者怪獸吉波（忍者怪獣ジッポウ）
配音：符爽（台灣）
第162集登場。
習得忍術的巨龜模樣的忍者怪獸，甘藏4歲時在伊賀山中修行所認識的，幼時常與甘藏一起練功、玩耍，之後因為甘藏離開伊賀到東京而感到寂寞，所以到東京尋找甘藏。
性格溫和，食慾非常大，但一惹怒牠後果則不堪設想。
擅長的忍術有「六十四片三明治拍擊」、「岩石大迴旋」、「尾巴手裡劍」、「煤氣噴射」等，另外與獅子丸有合體忍術「憤怒岩石大火球」。
喜歡的食物是大福麻糬。
哈特利陣藏（服部 陣蔵（ハットリ ジンゾウ）Hattori Shinzō）
哈特利兄弟之父，伊賀忍者學校的老師。對甘藏很嚴格與很深的期待，是傳統的嚴父。
哈特利兄弟之母（ハットリ兄弟の母）
本名不詳，常笑口常開，性格很溫柔，是典型的慈母。
雲隠才藏（雲隠 才蔵（クモガクレ サイゾウ）Kumogakure Saizō）
甘藏小時候的玩伴之一。故事後期登場之三位忍者當中身型肥胖的。使用外型如香菸一般的忍具中產生出雲煙，然後可以製造出如筋斗雲並且隱藏在其中使出「捲雲」忍術，同時該筋斗雲也可以是雷雲。
人物設定來自於真田十勇士之一的霧隱才藏。
石川五助（石川 五助（イシカワ ゴスケ）Ishigawa Gosuke）
甘藏小時候的玩伴之一。故事後期登場之三位忍者當中身型瘦小的。擅長偷盜方面的忍術。外表為頭巾的結綁在鼻子上、如同過去典型的小偷一般。
人物設定來自於實際曾活躍在安土桃山時代之劫富濟貧的義賊石川五右衛門。
猿飛猿助（猿飛 猿助（サルトビ サルスケ）Sarutobi Sarusuke）
甘藏小時候的玩伴之一，長相跟猴子相似的少年，同時是有名的忍者猿飛佐助的後代子孫，擅長操作猴子方面的忍術。
於家鄉的學校放假時來到東京探望，目前正暫時居住在祖母家。
人物設定來自於同樣為真田十勇士之一、且與霧隱才藏齊名的猿飛佐助。

### 甲賀流
忍金魚（忍の金魚）
具有忍者天賦、瀕臨絕種的夢幻金魚，外表與一般的金魚差不多，但雙眼之間有甲賀流的印記，且放入水中會游向甲賀的方向。也會受到金魚喜歡的香甜氣味吸引。
能在條狀糞便上弄出如同摩斯電碼的暗號，用於傳遞情報。也會接收水中信號。
黑貓
新作品登場角色（動畫未登場）。由藤子Ⓐ筆名著作的作品《小黑貓》作為客串。羨慕煙卷而從甲賀來的高額頭忍者。
平常的時候都是在標本儲存室內負責處理標本的工作過生活。
白貓齋（白猫斎（はくびょうさい））
新作品登場角色（動畫未登場）。甲賀所有忍者貓們的總長，伊賀也以「連老虎也逃走的白貓齋」來稱呼他，外觀為長毛的貓妖。
只有影千代特別恐懼，曾經爬在煙卷的頭上。擁有超能力，最擅長瞬間移動和心電感應。
煙之介（ケムノスケ）
新作品登場角色（動畫未登場）。煙卷的雙胞胎哥哥，與弟弟不同沒有壞心眼的性格、個性真誠且懂得能言善道。
煙蟲
新作品登場角色（動畫未登場）。煙卷兄弟中的老么，喜歡用舌頭忍術的惡作劇來捉弄哥哥煙卷。
如同名字一樣，是使用毛毛蟲的忍者。
漩渦漩渦丸（ウズマキウズマル）
電影版『伊賀・甲賀・呪い賀 忍法大作戦』登場的自稱是煙卷煙藏的表兄弟的忍者。
外觀戴著牛奶罐眼鏡，得知此事情時影千代和煙卷都驚訝地否認有親戚該回事。
虎藏
電影版『伊賀・甲賀・呪い賀 忍法大作戦』登場。
影千代的同學的忍者虎斑貓。
三毛助（三毛助（みけすけ））
電影版『伊賀・甲賀・呪い賀 忍法大作戦』登場。
影千代的同學的忍者三毛貓。
白丸
電影版『伊賀・甲賀・呪い賀 忍法大作戦』登場。
影千代的同學的忍者白貓。
影夜姫（影夜姫（かげやひめ））
『忍法「花手裏剣」』登場。
十六夜（十六夜（いざよい））
配音：有馬莞奈（日本）；謝佼娟【新版】（台灣）
2012版動畫登場。甲賀流女忍者，煙卷煙藏之前在忍者學校的學姐，卻是個路癡。與哈特利甘藏決鬥過後喜歡上對方。

### 三葉家
三葉健太郎（三葉 健太郎（みつば けんたろう））
配音：梅欣(1983)/劉昭文(2017)（香港）魏伯勤（台灣）
健一之父
普通的上班族，是公司的課長。
體型圓胖，興趣是高爾夫球和麻將。
曾有一度因家人的建議產生出想要戒菸的想法，在開始嘗試的時候，哈特利在暗中協助，但最後沒有成功反而變本加厲。
三葉葵（三葉 葵（みつば あおい））
配音：姚天麗(1983)/黃麗芳(2017)（香港）；傅其慧→謝佼娟（台灣）
健一之母
家庭主婦，和丈夫將哈特利和新藏一夥視為自己家人般愛護。外表漂亮，個性隨和。潛力無窮，曾經在煙捲面前赤身穿石牆、於哈特利忍術加持下把煙捲家的電視徒手壓進牆壁讓牆壁破裂、也曾有過要幫哈特利訓練忍術時把家裡大飯鍋整個拿起來砸向哈特利。

### 健一的同學和老師
愛子
配音：袁淑珍(1983)/朱妙蘭(2017)（香港）；林美秀（台灣）
健一等人的音樂教師，小池老師仰慕對象，是學生眼中的好老師。

### 機械流
博士
發明家。曾經發明機械忍者機械丸，而登場時與貫藏一夥為敵，被貫藏打敗後成為朋友。
機械丸（ロボ丸）
登場時與貫藏一夥為敵，被貫藏打敗後成為朋友。
刺次郎（トゲ次郎）
配音：傅其慧→謝佼娟（台灣）
第105集登場。有超能力的仙人掌，由忍者博士培養，有人類感情，現在寄住三葉家，遇上討厭的人會放射身上的刺攻擊，它的弱點是怕水。
它的出生故鄉是公園。

### 其他
小加代（カヨちゃん）
健一班上的其中一位女同學。
其樣貌被認為是夢子最初設定中的原型，然後不知從何時開始就被稱呼為「小百合」。

#### 電影版合作篇
優理
擁有超能力的美少女。為了要尋找過去小時候跟他道別之後就下落不明的父親就來到了日本，但是被企圖利用他身上的力量來征服世界的精神超人一群人給盯上，然後被NY給擄走。
精神超人（サイコマン）
不斷追蹤優里的神秘少年，由於可以自由操縱各種強力的超能力，使哈特利和小超人陷入苦戰，最後在與刺次郎兩人合體之前被打倒。
其真實身分為蓋拉博士的兒子小蓋拉（ゲラーJr.），同時也是優里的親哥哥。
蓋拉
超能力科學家。優里與小蓋拉的父親。曾有著企圖要綁架全世界的超能力少年少女，然後想利用超能力來征服世界的計畫，但後來哈特利和小超人聯手阻止，被優里善良的心給打動而放棄該計畫。

## 電視動畫

### 1981年版
由朝日電視台系列首播，期間於1981年至1987年，總共694集。台灣方面於2001年由台灣電視公司首播，譯為《忍者小叮噹》，角色名稱參考《哆啦A夢》小叮噹版本、配音則沿襲《哆啦A夢》大山時期，未能對應者除外；後由中國電視公司重播，亦重新翻譯及配音，改名為《忍者哈特利》，但官方僅願售前200集供播，八大綜合台更連環重播幾年時間（後來則由MOMO親子台接手播映）。香港在1983年在無綫電視首播，名為《忍者小靈精》，並在播映時使用粵語版主題曲〈忍者〉。

#### 主題曲
片頭曲
作詞－藤子不二雄／作曲－菊池俊輔／歌－堀絢子、音羽搖籠會
片尾曲
作詞－若林一郎／作曲－菊池俊輔／歌－大杉久美子
作詞－緒方賢一／作曲－菊池俊輔／編曲－いちひさし／歌－緒方賢一
香港版
- 『忍者』／（片頭曲）

作詞－鄭國江／作曲－菊池俊輔／編曲－顧嘉煇／監製－黎小田／歌－華星兒童合唱團

#### 播映電視台
日本國內
| 播放地域 | 電視台     | 播放期間                    | 播放时间 | 系列   | 回數  | 备注 |
| -------- | ---------- | --------------------------- | -------- | ------ | ----- | ---- |
| 日本全域 | 朝日電視台 | 1966年4月7日－9月28日       | 待查     | CS放送 | 第1期 |      |
| 日本全域 | 朝日電視台 | 1967年8月3日－1968年1月25日 | 待查     | CS放送 | 第2期 |      |

海外播送
| 播放地域 | 電視台     | 播放期間                      | 播放时间                                                                                     | 系列     | 回數                   | 备注 |
| -------- | ---------- | ----------------------------- | -------------------------------------------------------------------------------------------- | -------- | ---------------------- | --- |
| 台灣     | 台視主頻   | 2001年4月1日－8月30日         | 星期一至五 06:30－07:00                                                                      | CS放送   | 隨機挑選的其中200集    | 台灣最初的公開播映，片名翻譯為忍者小叮噹 |
| 台灣     | momo親子台 | 2012年9月28日－2013年1月1日   | 星期一至五 17:30－18:00                                                                      | 有線電視 | 隨機挑選的其中200集    | |
| 台灣     | 八大綜合台 | 2013年6月16日－2013年9月22日  | 星期六至日07:00－09:00                                                                       | 有線電視 | 隨機挑選的其中200集    | |
| 台灣     | 東森幼幼台 | 2019年8月18日－2019年9月28日  | 星期日至星期一05:00－06:00 星期二至星期六05:30－06:00 2019/08/27起星期二至星期五05:30－06:00 | 有線電視 | 第二作<第三季、第四季> | [(第2作) 第三季] 2021年12月20日起開始播出 2022年1月31日~2022年2月4日(過年期間停播) 2022年2月28日(連假期間停播) 2022年4月4日、2022年4月5日(連假期間停播) 2022年4月15日、2022年4月22日(停播) 2022年4月14日(改為週一至週四播出) [部分集數沒有播出] (第2作) 2022年3月14日開始播出 |
| 台灣     | 東森幼幼台 | 2019年12月15日－              | 星期日16:30－17:00                                                                           | 有線電視 | 第二作<第三季、第四季> | [(第2作) 第三季] 2021年12月20日起開始播出 2022年1月31日~2022年2月4日(過年期間停播) 2022年2月28日(連假期間停播) 2022年4月4日、2022年4月5日(連假期間停播) 2022年4月15日、2022年4月22日(停播) 2022年4月14日(改為週一至週四播出) [部分集數沒有播出] (第2作) 2022年3月14日開始播出 |
| 台灣     | 東森幼幼台 | 2021年12月20日－2022年4月29日 | 星期一至星期五18:45－19:00之後改成19:15~19:30                                                |          | 第二作<第三季、第四季> | [(第2作) 第三季] 2021年12月20日起開始播出 2022年1月31日~2022年2月4日(過年期間停播) 2022年2月28日(連假期間停播) 2022年4月4日、2022年4月5日(連假期間停播) 2022年4月15日、2022年4月22日(停播) 2022年4月14日(改為週一至週四播出) [部分集數沒有播出] (第2作) 2022年3月14日開始播出 |
| 香港     | J2         | 2013年9月18日－2014年1月7日   | 星期一至五 17:55－18:25                                                                      | CS放送   | 1－159                 | 與印度版動畫共用播映時間 12月25日停播 |
| 香港     | 翡翠台     | 1983年1月24日－1983年10月24日 | 星期一至五 18:00－18:25                                                                      | CS放送   | 全部                   | |
| 香港     | 翡翠台     | 2015年9月7日－2016年2月29日   | 星期一 17:20－17:50                                                                          | CS放送   | 1－26                  | 印度版第一季 |
| 香港     | 翡翠台     | 2017年7月10日－2018年1月1日   | 星期一 17:20－17:50                                                                          | CS放送   | 27－52                 | 印度版第二季 2017年12月25日、2018年1月1日 17:20－18:00 |
| 香港     | 翡翠台     | 2019年1月10日－2019年2月14日  | 星期一至五 15:45－16:15                                                                      | CS放送   | 1－26                  | 印度版第一季 |
| 香港     | 翡翠台     | 2020年2月5日－2020年3月10日   | 星期一至五 09:55－10:25                                                                      | CS放送   | 27－52                 | 停課特備節目安排 播映時均以自製過場代被替刪去主題曲及片尾曲 |

#### 各话标题
由於當初於日本官方對台灣方面售出的200集版權是在其中以隨機挑選的方式所釋出的，與香港版本所播出的內容與集數均有些不同。故標題後方有標註「①」符號的為台灣有播出的內容；標註「②」的為香港有播出的內容；「③」的符號為兩種地方均有播出。
| 1. 在下是忍者 2. 憤怒的老師 3. 辛苦的打工 4. 獅子丸登場 5. 幫忙料理 6. 目標一百分 7. 一見就知打法 8. 甲賀的轉學生 9. 新藏登場 10. 名譽為衣服 11. 使喚新藏 12. 怪異的訪客 13. 恐怖的運動會 14. 攝影師健一 15. 治療偷懶 16. UFO大發現 17. 忍術定身術 18. 不努力的用功 19. 新藏遭遇危機 20. 最糟的主演 21. 栗子騷動 22. 忍者住屋 23. 消失的獅子丸 24. 尋找小秋天 25. 在下的健行 26. 難理解的少女心 27. 當選的獎品 28. 老池塘釣鯛魚 29. 誰是失主 30. 父親大人早歸 31. 表現好的 32. 受不了馬鈴薯 33. 送取遺忘物 34. 父親大人的減重作戰 35. 新幹線捉迷藏 36. 酥脆的金幣 37. 以牙還牙 38. 忍術貓咪操控術 39. 獅子丸變躲避球 40. 受不了照顧小孩 41. 挑戰忍術影子潛入術 42. 貓狗平分秋色 43. 不說話的忍者 44. 地震來襲 45. 尋找特殊種子 46. 溜冰場大騷動 47. 被獅子丸吃下的鑽石 48. 打倒蛀牙 49. 忍術聲音鳥 50. 看家 51. 捉迷藏大作戰 52. 注意火源 53. 小新的禮物 54. 注意感冒 55. 害怕青蛙 56. 20分去哪了 57. 煩惱的新藏老師 58. 健一的空中飛行 59. 忍術兔耳朵術 60. 獅子丸是天才畫家 61. 這就是快門時機 62. 不對的贈禮 63. 逃脫的老虎在哪 64. 可怕聲音的真面目 65. 孵蛋的影千代 66. 小心別喝太多 67. 老鼠最愛的東西 68. 忍術暴風雪之術 69. 別亂撿落地籤 70. 喜歡就是喜歡 71. 辛苦的大掃除 72. 無聊的星期六下午 73. 忍者床屋大混亂 74. 長腿健一 75. 忍術改變心意術 76. 聖誕老人騷動 77. 影千代是主人 78. 新藏挑戰忍術金蟬脫殼術 79. 媽媽的下午茶 80. 漫天餅乾大會 81. 取回情書 82. 放風箏是大鳥之術 83. 三葉城是愉快的新年初夢 84. 愉快的正月訪客 85. 棄貓的父親是影千代？ 86. 想熟練地操作雪橇 87. 忍術傳遞消息術 88. 漫天座席合戰 89. 尋找贊助商 90. 萬能的爸爸很厲害 91. 艱苦的忍術修行 92. 挑戰寒冬游泳 93. 注意營火 94. 獅子丸假扮狸貓 95. 爸爸呼喚學校 96. 辛苦的看家 97. 澡堂大混亂 98. 收發器騷動 99. 討厭寒冷 100. 忍術相反術 101. 打鼾之球 102. 戒菸吃壽司 103. 耐冷吃牛排 104. 尋找溫柔女孩 105. 美術是死穴 106. 擔任演講 107. 忍者也辛苦 108. 今天是打鬼節 109. 夢子給小燕子的禮物 110. 父親大人的文件飛行 111. 對電影很厭煩 112. 挖掘長毛象 113. 偏袒的神仙 114. 飛走的汽球在哪裡 115. 夢子的人偶 116. 獅子丸的100聲打鼾 117. 突然的打工 118. 獅子丸變兔子 119. 飛來的情書 120. 尋求忍者之力根源 121. 情人節事件 122. 笑吧老師 123. 看悲情片的方法 124. 大音樂家健一 125. 製作花園 126. 對忍術不熟會受傷 127. 媽媽的排球特訓 128. 討厭的大胃王比賽 129. 忍者搖籃歌 130. 騎乘獨輪車 131. 趕走憤怒蟲 132. 明白的明星要早起 133. 忍術開花爺爺 134. 喜歡番茄與紅蘿蔔 135. 獨自一人的影千代 136. 可怕的家庭訪問 137. 空罐做竹筏 138. 忍術速寫術 139. 獅子丸搖籃歌 140. 健一擔任一日署長 141. 哈特利挑戰武俠小說 142. 只是可怕的拉麵 143. 宇宙博覽會 144. 取水場騷動 145. 守護夢子 146. 享受義大利麵 147. 向流星許願 148. 忍術友好術 149. 久等的慢跑 150. 媽媽大人是小說家 151. 惹人厭的夢子 152. 獅子丸是馬戲團明星 153. 忍者棒球 154. 愛蝴蝶的老師 155. 忍者壽司店開幕 156. 艱苦的青蛙修行 157. 愚人節合戰 158. 巨大魚大發現 159. 撿來的小狗 160. 獅子丸的天氣預報 161. 意外的相撲合戰 162. 奇怪的陌生人 163. 如果逮捕犯人 164. 打倒飆車族 165. 不准看電視 166. 挑戰電玩 167. 獅子丸的春天 168. 驚奇屋 169. 遲到跑操場10圈 170. 激烈的夫婦吵架 171. 大量的蛋糕 172. 厲害的女忍者 173. 消失的小燕子 174. 吃壞肚子的獅子丸 175. 健一是名導演 176. 可怕的送報員 177. 要小心駕駛 178. 我是謹慎的孩子 179. 健一的大夢想 180. 好想成為大人 181. 零用錢增加作戰 182. 爸爸的私房錢騷動 183. 小燕子很麻煩 184. 沒電的家也很享受 185. 夢子的鋼琴發表會 186. 冒牌貨好擾 187. 忍術蟲變化 188. 邀請去忍者床屋 189. 種田挑戰 190. 怪異的告白 191. 找尋肚臍秘密 192. 被綁架的獅子丸 193. 不喜歡照相機 194. 原始時代是忍術 195. 強力機器人 | 196. 捉住迷糊家 197. 抬神轎祭典 198. 健一是男子漢 199. 小燕子忍術戀愛煙火 200. 媽媽大人足不出戶作戰 201. 放棄忍術修行 202. 相親好麻煩 203. 突然的游泳修行 204. 今天是甚麼日子 205. 青蛙忍術跳躍競爭 206. 西部劇牧場 207. 爸爸是充滿自信的木匠 208. 獅子丸是邱比特 209. 父親的每日事項 210. 拔出獅子丸 211. 奇怪的警察先生 212. 影千代入贅大作戰 213. 挑戰超高層大樓 214. 蛋糕好可怕 215. 小心地攤貨 216. 小燕子忍術操控青蛙 217. 乖僻的轉學生 218. 徹底履行一日一善 219. 忍術釣螃蟹 220. 忍者馬力的秘密 221. 手錶何時正確？ 222. 小新的肚臍力量 223. 意外的女忍者志願 224. 健一練習劍球 225. 好想要望遠鏡 226. 媽媽大人忍術看穿術 227. 大猩猩來到鎮上 228. 辛苦的相撲修行 229. 熱衷偵探獅子丸 230. 健一的精湛技術 231. 新娘爭奪戰 232. 捕捉九官鳥 233. 忍術切西瓜 234. 忍術長列車作戰 235. 健一的手工鯛魚燒 236. 舔砂糖的元凶 237. 考生健一誕生 238. 不哭的小燕子 239. 好友是恐龍少年 240. 逃跑的影千代 241. 班長消失了 242. 歡喜迎接下雨 243. 科學忍術操控飛機術 244. 對忍者住屋很厭煩 245. 媽媽大人喜歡講電話 246. 笑能招福 247. 浦島太郎好擾 248. 登上富士山 249. 尋找生日 250. 奇怪的煙火 251. 捕捉獨角仙作戰 252. 不可思議的露營 253. 說熱就罰錢 254. 健一討厭妖怪 255. 水之忍術尼加拉瀑布 256. 驚人的忍術催眠術 257. 媽媽大人是迷路司機 258. 小燕子想要海上漫步 259. 偉大的狗狗大人 260. 哈特利式推銷擊退法 261. 西部劇哈特利小子 262. 媽媽大人點子作戰 263. 不受美女迷惑 264. 吃不下點心 265. 鰻魚是神的使者 266. 辛苦的劍道 267. 捉拿銀行強盜作戰 268. 惹人麻煩澡堂事件 269. 實驗室的秘密 270. 父親大人是伊賀上忍 271. 忍術章魚人 272. 讚賞美麗夢子 273. 玩具賣場的哈特利機器人 274. 剪輯照片大成功 275. 忍術幫助人 276. 回想去年今天的忍術 277. 意外的鬥牛騷動 278. 屏風來了 279. 大家都好可怕 280. 新藏流忍術地雷術 281. 班會決定演灰姑娘 282. 陌生的甲賀忍者 283. 要守住犯人名字 284. 取回大祕寶 285. 忍術忙碌脫身術 286. 初次打坐的健一 287. 小燕子守護點心 288. 要捉到惡作劇小孩 289. 消失的哈特利 290. 小燕子忍術易容術 291. 燒起來的夢子明信片 292. 秘密忍術預見未來 293. 努力的健一 294. 忍術好討厭 295. 遠足受照顧 296. 在下好怪異 297. 哈特利式漢字特訓法 298. 在下還不成熟 299. 磨牙忍術 300. 失敗的忍術 301. 夢子的手工藝招待 302. 塗鴉的意外結局 303. 親自種植的忍術 304. 夢子的朋友是？ 305. 下個演技是對不起 306. 在下被討厭了 307. 老師是魯爾名人 308. 的功勞 309. 意外的黑暗火鍋騷動 310. 治療失眠不寫作業 311. 吃壞肚子的新藏 312. 老師的即可拍相機 313. 寶物只是一枚手裡劍 314. 遺忘的彩券 315. 指導睡眠方法 316. 模特兒的小燕子 317. 失去自信的獅子丸 318. 哈特利頭巾的秘密 319. 偏心的媽媽大人 320. 阻止老師打嗝 321. 慎重保管包裹 322. 搶救廣告氣球 323. 由我來朗讀 324. 健一與夢子的勾手指約定 325. 縮水的夢子毛衣 326. 青蛙冬之陣交戰 327. 小燕子與媽媽的秘密曝光了 328. 媽媽的美麗力量全開 329. 討厭哥哥 330. 消失的夢想與一千萬元 331. 擊退男子漢固執老鼠 332. 雕像的頭落地了 333. 健一潛能爆發 334. 小燕子忍術善心術 335. 影千代冬眠 336. 小新的禮物 337. 老師忍術千里眼 338. 健一與爸爸男人間的約定 339. 你是說UFO 340. 老師害怕母親 341. 雪女好可怕 342. 耐冷的健一 343. 新藏使喚獅子丸 344. 小心老闆愛犬 345. 如春風吹拂的甜不辣 346. 爸爸大人的腹語術特訓 347. 消失的海豚 348. 未來都市的忍者 349. 愛上母親 350. 追上危險老師 351. 為了夢子敲鐘 352. 討厭竹輪 353. 沒法掩飾的男兒淚 354. 窮困潦倒 355. 新藏在想甚麼 356. 忍術操控烏鴉 357. 不要欺騙人 358. 一定會寫功課 359. 意外的人氣投票 360. 愛上老師了 361. 抓住透明人 362. 善良的快球投手 363. 尋找紅色澡堂 364. 影千代潛入三葉家 365. 街上出現溫泉 366. 意外的賽鴿 367. 不可以造假比賽 368. 老師的名譽挽回作戰 369. 健一和尚被捧上天 370. 獅子丸是忍犬 371. 健一討厭外出 372. 我的名字是三葉健一 373. 滑雪場的熊出沒騷動 374. 小燕子特製奇幻便當 375. 很高就是很高 376. 影千代喜歡的小貓 377. 明星很辛苦 378. 歸還警槍 379. 不尋常的壓歲錢 380. 小健的肚子大危機 381. 老師的眼睛會說話 382. 影千代再次潛入三葉家 383. 向學習忍術水蜘蛛 384. 小心年節料理 385. 忘記眼淚的新藏 386. 忍術試驗大混亂 387. 最喜歡夢子 388. 忍術同心術 389. 血淚的騷動記 390. 沒方便就不方便 | 391. 父親大人的敲詐放假 392. 笑容滿面的一天 393. 意外的借東西競爭 394. 老師挑戰跳箱 395. 新藏的左手強化作戰 396. 出其不意的訪客騷動 397. 給老師的禮物 398. 看到沒!忍術熱鬧鐘 399. 愛子老師的手工蛋糕 400. 特訓特訓又特訓 401. 老師最愛的媽媽味道 402. 簡單考試大成功 403. 老師的土產騷動 404. 新藏為貓煩惱 405. 危險的健一 406. 忍術泡泡決勝負 407. 健一當指揮者? 408. 愛的鞭子好難受 409. 伊賀忍術回歸球作戰 410. 自助洗衣店騷動 411. 尿尿小童大失敗 412. 喔！黃金鼠 413. 哈特利忍術縮小術 414. 夢子喜歡蒲公英 415. 忍術保齡球合戰 416. 治療蛀牙就交給小燕子 417. 非洲蜘蛛大發現 418. 想當銅像的獅子丸 419. 打工大作戰 420. 在下是三葉健一 421. 注意屁股 422. 健一的料理狂時代 423. 動起來的武士人偶 424. 老師的大魔術 425. 獅子丸的忍術修行 426. 有哭有笑的遊樂園 427. 忍術野外考試 428. 意外的坐過站 429. 他的名字叫火焰人健一 430. 明天放晴吧! 431. 諺語大特訓 432. 取回答案卷 433. 4年2班的蟲蛹騷動 434. 夏天去山谷露營 435. 現在開始原始生活 436. 夢子消失的手鐲 437. 爸爸大人消失的私房錢 438. 惡臭溫泉 439. 在下的恐怖提線木偶 440. 媽媽大人不在家恐慌 441. 偷走腳印 442. 忍術橡膠氣球 443. 男女兩人三腳 444. 存錢去看電影 445. 忍忍！清潔第一 446. 新忍術煙火力量 447. 在下拒絕上電視 448. 挑戰中國忍術 449. 心情是明顯的無重力 450. 健一是超能力者 451. 秋夜的蟲鳴 452. 忍術第二層皮膚 453. 預防感冒大作戰 454. 挑戰防盜系統 455. 聖誕節蛋糕與大掃除 456. 不害怕青蛙 457. 恐怖的忍術變臉術 458. 健一拿100分? 459. 說是也就罰錢 460. 用金字塔力量拿100分 461. 健一當學生會長候補 462. 忍術泥土禦寒術 463. 受不了蛤蟆油 464. 挑戰金氏世界紀錄 465. 白色情人節餅乾 466. 在下也會失敗 467. 消失的獅子十字 468. 羨慕的漢堡 469. 讓掃地工作更愉快的忍術 470. 厭煩的女忍者變身 471. 柿子種子快點長大 472. 在下也是小孩子 473. 無法用忍術很痛苦 474. 新藏去幼稚園 475. 挑戰忍術飛行術 476. 穿鞋子的哈特利 477. 快如疾風 478. 密技忍術事先閱讀術 479. 健一的嘮叨反擊 480. 必殺！忍術貓咪電電攻擊 481. 一千片拼圖大騷動 482. 哈特利、空中戰 483. 挑戰忍術觔斗雲 484. 忍術出氣袋子 485. 機械馬決勝負 486. 夏日的耐熱大會 487. 忍術地獄一遊 488. 忍術人體文字作戰大成功 489. 健一的全壘打預告 490. 敗給忍術愛的俘虜 491. 刺次郎來了(上集) 492. 刺次郎來了(下集) 493. 刺次郎請多指教 494. 獅子丸的一日王子氣氛 495. 狗也有超能力？ 496. 刺次郎的宿敵登場!? 497. 忍術送花作戰 498. 受不了煙火力量 499. 引人騷動的刺刺料理 500. 跑吧！影千代 501. 甲賀忍者的新弟子 502. 民俗舞蹈的戀愛合戰 503. 忍術高爾夫球合戰 504. 秘密的悲觀 505. 有趣的忍術骨牌 506. 受不了忍術變色龍術 507. 傳統味道好難受 508. 忍者也輸給蛀牙 509. 中藥忍術瓶子打擊術 510. 影千代忍術電鼬 511. 有甚麼要來到鎮上 512. 忍術新秘訣 513. 忍術遠吠術大逆轉 514. 那麼又要開始了？ 515. 忍術特攝合戰 516. 忍術打地鋪的方法 517. 冬眠忍術是感冒根源 518. 在下是無敵的哈特利 519. 四年一度忍者紀念日 520. 健一意外的獨立宣言 521. 忍術看相術 522. 忍術瞬間移動術 523. 人體求救訊號 524. 意外的古墓騷動 525. 小心忍術錄影帶操控術 526. 外星人喜歡點心 527. 影千代電力有限公司 528. 柔道忍術吃力不討好 529. 忍術神出鬼沒大騷動 530. 刺次郎回歸野性 531. 新忍術精神集中砲 532. 忍術神隱術好可怕 533. 媽媽大人是超級女忍者 534. 改正抖腳 535. 刺次郎的超能力電視 536. 健一可怕的一百分 537. 恐怖的分身 538. 晴朗的早晨是白布團 539. 忍術翻臉變心術 540. 忍者打嗝停不下來 541. 影千代感動的電電貓咪 542. 忍術符合形狀作戰 543. 新藏投球的由來紀 544. 忍術莽撞地勇往直前 545. 在下臉紅的原因 546. 螞蟻與蟋蟀作戰 547. 男子漢要到何處去 548. 忍耐忍耐新忍術 549. 老師害怕早晨 550. 看見根本 551. 羨慕的甲賀忍者 552. 忍術印象記憶術 553. 不要當貓爸爸 554. 忍耐忍耐忍者烏龍麵 555. 重要的舊自行車 556. 偽媽媽大人，怪異大作戰 557. 動作照相由我來 558. 蛋的親人是在下 559. 忍術替身術大騷動 560. 是自己的臉在惡作劇 561. 小心忍術疑神疑鬼術 562. 晚跑必勝作戰 563. 這就是在下的脫逃忍術 564. 發明之路很艱辛 565. 好表現是命懸一線！ 566. 哥哥健太郎? 567. 影千代的間諜大作戰 568. 藍天忍術詛咒 569. 寵物很有趣? 570. 忘記帶的東西自己送？ 571. 約會以骰子決勝負!? 572. 忍者貓很嚴格 573. 伊賀忍術雲端術 574. 有點不擅長搭電車 575. 尋找隱藏的美麗的家 576. 冰雕調包作戰 577. 沒吃完正餐是忍者之恥 578. 有點臭的處罰 579. 獅子丸是忍犬菁英 580. 被偷竊的媽媽大人 581. 鼓起勇氣的求婚 582. 超越在下!? 583. 不引人騷動的女忍者變身 584. 用人偶來代替 585. 有樂有羞的過夜 | 586. 忍術心眼術的真正黑暗 587. 健一忍術再三央求術 588. 禮物抽籤是忍術蛇繩 589. 熱烈友情的證明 590. 忍術機車操控術 591. 掌握忍術辣妹力量 592. 受不了忍術雷神太鼓 593. 忍術恐怖的力量 594. 不知如何爸爸大人很偉大 595. 討厭狗的客人 596. 終於要與小燕子同居!? 597. 敗給空中掃把 598. 是睡美人 599. 忍術鐵水操控術 600. 要節制忍術風林火山 601. 忍術螢火蟲之戰 602. 三葉家的秘密 603. 敗給忍術取回術 604. 遲來的鮮花 605. 忍術貓咪變身術大騷動 606. 超級電電貓咪特別篇 607. 吃了橡皮擦的獅子丸… 608. 五分鐘前的啦啦隊之戰 609. 以牙還牙，以眼還眼 610. 忍術吠叫便可知情 611. 伊賀智慧水!? 612. 勿插手水中打坐 613. 拍攝靈異相片 614. 秘技究極束缚術 615. 劍道好麻煩 616. 忍術一住就看下去 617. 別對書卷出手 618. 忍術假造照片 619. 訊息是新忍術要素 620. 影千代是客人 621. 迫切等待的預防注射 622. 圖書整理用忍術 623. 寒冷的溜冰日子 624. 說謊是忍術之始？ 625. 裝病很疲累 626. 在下是美少年!? 627. 忍術大量退回操控術 628. 大家都能用的忍術秘訣 629. 忍術小碎步用鼻子決勝負 630. 說謊或否不好嗎？ 631. 愛子老師辭職 632. 睡眠不足會吵架 633. 哈特利忍術看穿術 634. 下雨後凝固的泥土 635. 忍術恐怖玉手箱 636. 美容院有許多秘密 637. 忍術落葉乘風術 638. 媽媽大人還回來 639. 又開又結影千代繩 640. 會長狂熱好擾 641. 天昏地亂的初次登台 642. 說是也的健一!? 643. 男生的打扮 644. 春天結束的寫生會 645. 忍術盜夢術是最難絕招 646. 老師的呼叫 647. 豪華郵輪招待 648. 收藏品是忍術拓本 649. 意外的可愛貓日 650. 製作魚拓 651. 忍術獅子丸球射門 652. 忍術隱藏假面 653. 守護爸爸大人的靴子 654. 是一般男孩子? 655. 獅子丸出生的秘密 656. 空拍照片大騷動 657. 獅子丸的新忍術 658. 秘技!驚人的手裡劍投擲 659. 健一變身成貓!? 660. 健一的沉重屁股 661. 有甲賀標誌的忍者金魚 662. 水中照片如何 663. 吉波來了 664. 忍術享用漢堡 665. 吉波的氣球格列佛旅行 666. 做家事交給吉波 667. 吉波是有名看門狗!? 668. 忍術空中停止飛行 669. 三位忍者出現 670. 憤怒吉波的岩石車輪 671. 忍術償還術 672. 班長的父母也是班長 673. 忍術人肉砲彈 674. 打工交給吉波 675. 新忍術手指揮揮術 676. 的沙拉吧紀念日 677. 忍術爬瀑布會怕水 678. 忍術催眠笛子大騷動 679. 找到老師的弱點了 680. 證明!影千代的清白 681. 做出美麗的花園 682. 忍術預測天氣大失準!? 683. 被偷走的哈特利忍術 684. 初次公開的獅子丸秘密忍術 685. 河童太驚人了 686. 別留在學校 687. 兩人是宿敵 688. 忍術求生修行大騷動 689. 忍術複製山羊 690. 手巾忍術是萬能 691. 在大笑與生氣間打轉 692. 用看不見的線空中游泳 693. 影千代血淚的變身忍術 694. 雪山機關山莊（完結篇） |

### 2012版
2012年5月起，作为25周年纪念，印度制作、放送了的本作新动画版，標題為"NINJA哈特利 Returns"，共26话（1话包含2个小情节单元），全电脑制作。随后逆进口回日本，于2013年5月13日开始播映日语配音版。
2014年4月分，印度播送第二季動畫版；日本於同年的7月21日播送其日語配音版。
2016年4月12日，日本於ANIMAX播出的新我們這一家播送完畢後接檔播出第三季。完結後於2017年2月2日再次播送第四季。

#### 制作人员
- 原作 - Ⓐ
- 导演 -
- 企画 -
- 人物设定 -
- 美術导演 -
- 色彩設計 -
- 音響导演 -
- 音響演出助手 -
- 演出 - 、
- 制作進行 -
- 动画总监 - Pradeep Kulkarri
- 动画制作 - Shambhoo S.Phaike
- 制片人 - 、
- 动画協力 - Reliance Media Works
- 日本語版制片人 - 、
- 制作 - 、

#### 各话标题
| 話數   | 日文標題                                   | 中文標題                 | 劇本         | 分鏡           | 演出            | 構圖                                                                                  |
| 第一季 | 第一季                                     | 第一季                   | 第一季       | 第一季         | 第一季          | 第一季                                                                                |
| ------ | ------------------------------------------ | ------------------------ | ------------ | -------------- | --------------- | ------------------------------------------------------------------------------------- |
| 1      |                                            | 大折價戰場               | 清水東       | のなかかずみ   | 木野雄 鈴木洋介 | 大武正枝、大宅幸男                                                                    |
| 1      |                                            | 小池老師變身             | 相内美生     | 安藤敏彦       | 木野雄 鈴木洋介 | 澤田裕美、八木郁乃                                                                    |
| 2      | 影千代も褒められたいでござるの巻           | 俏皮貓想受稱讚           | 相内美生     | 朴京順         | 木野雄 鈴木洋介 | 進藤満尾                                                                              |
| 2      | 博物館は大パニックでござるの巻             | 博物館大騷動             | 上野貴美子   | 麦野アイス     | 木野雄 鈴木洋介 | 尾鷲英俊                                                                              |
| 3      |                                            | 返老還童作戰             | 相内美生     | 朴京順         | 木野雄 鈴木洋介 | 林静香                                                                                |
| 3      | ラクガキが消えないでござる!?の巻           | 消除不掉的塗鴉           | 川辺美奈子   | 麦野アイス     | 木野雄 鈴木洋介 | 大武正枝                                                                              |
| 4      |                                            | 辛苦的上班族             | うえのきみこ | のなかかずみ   | 木野雄 鈴木洋介 | 茂木啄次                                                                              |
| 4      | 忍法テニスで勝負でござるの巻               | 忍術網球勝負             | 清水東       | 安藤敏彦       | 木野雄 鈴木洋介 | 松浦仁美                                                                              |
| 5      | シンゾウのお手伝いでござる!の巻            | 小玲瓏做家事             | 川辺美奈子   | 朴京順         | 木野雄 鈴木洋介 | 長島崇                                                                                |
| 5      | シャッターチャンスを狙うでござる!の巻      | 追蹤快門時機             | 清水東       | 鈴木卓夫       | 木野雄 鈴木洋介 | 大森孝敏                                                                              |
| 6      |                                            | 誰是主考官               | うえのきみこ | 安藤敏彦       | 木野雄 鈴木洋介 | 岩永大蔵                                                                              |
| 6      | ヒーローになりたいでござるの巻             | 想成為英雄               | 相内美生     | 鈴木卓夫       | 木野雄 鈴木洋介 | 針金屋英郎                                                                            |
| 7      | 停電に備えてサバイバル生活の巻             | 停電的準備生活           | 相内美生     | 麦野アイス     | 木野雄 鈴木洋介 | 尾鷲英俊                                                                              |
| 7      | ワンニャン、忍法サッカーでござるの巻       | 貓狗忍術足球             | うえのきみこ | のなかかずみ   | 木野雄 鈴木洋介 | 松浦仁美                                                                              |
| 8      | 宿題1000倍はつらいでござる!の巻            | 艱困的作業               | 清水東       | 朴京順         | 木野雄 鈴木洋介 | 茂木啄次                                                                              |
| 8      |                                            | 自行車機關               | 清水東       | 安藤敏彦       | 木野雄 鈴木洋介 | 入江康智、大森孝敏                                                                    |
| 9      | しゃっくりが止まらないでござる!の巻        | 打嗝停不下來             | 川辺美奈子   | 安藤敏彦       | 木野雄 鈴木洋介 | 岩永大蔵                                                                              |
| 9      | 夢子ちゃんの願いごとは何でござる?の巻      | 柔美的願望是什麼         | うえのきみこ | 鈴木卓夫       | 木野雄 鈴木洋介 | 前田一雪、原勝徳                                                                      |
| 10     | 兄弟ゲンカはイカンでござる!の巻            | 糟糕的兄弟鬩牆           | 川辺美奈子   | 麦野アイス     | 木野雄 鈴木洋介 | 尾鷲英俊                                                                              |
| 10     | くっついちゃったでござる!の巻              | 被黏在一起離不開         | うえのきみこ | 安藤敏彦       | 木野雄 鈴木洋介 | 大武正枝                                                                              |
| 11     | 忍者レストランは大繁盛でござるの巻         | 忍者餐廳                 | 清水東       | のなかかずみ   | 木野雄 鈴木洋介 | 田中好浩、大森孝敏                                                                    |
| 11     | ケン一氏は天才手品師でござるの巻           | 健仔是天才手工師         | 川辺美奈子   | 朴京順         | 木野雄 鈴木洋介 | 松浦仁美                                                                              |
| 12     | 優しい獅子丸が怖いでござるの巻             | 溫柔的獅子狗很恐怖       | 川辺美奈子   | 麦野アイス     | 木野雄 鈴木洋介 | 尾鷲英俊                                                                              |
| 12     | 忍者屋敷猛レースでござるの巻               | 在忍者之家重訓           | 相内美生     | 木野雄         | 木野雄 鈴木洋介 | 尾鷲英俊                                                                              |
| 13     |                                            | 獅子狗談戀愛             | 川辺美奈子   | のなかかずみ   | 木野雄 鈴木洋介 | 長島崇                                                                                |
| 13     | 釣りで勝負でござる!の巻                    | 釣魚決鬥                 | 相内美生     | 鈴木卓夫       | 木野雄 鈴木洋介 | 大武正枝                                                                              |
| 14     | シンゾウ、新忍法に挑むでござるの巻         | 小玲瓏挑戰新忍術         | 相内美生     | 朴京順         | 木野雄 鈴木洋介 | 大武正枝                                                                              |
| 14     | 夢子ちゃんのファッションショーでござるの巻 | 柔美的時裝秀             | 清水東       | 安藤敏彦       | 木野雄 鈴木洋介 | 前田一雪、茂木啄次                                                                    |
| 15     |                                            | 伊賀秘傳卷軸             | 川辺美奈子   | 麦野アイス     | 木野雄 鈴木洋介 | 尾鷲英俊                                                                              |
| 15     | ケムマキ氏、ビックスターになるでござるの巻 | 甘麥基成為大明星         | 相内美生     | 鈴木卓夫       | 木野雄 鈴木洋介 | 大武正枝                                                                              |
| 16     |                                            | 完美的防範對策           | 清水東       | 鈴木卓夫       | 木野雄 鈴木洋介 | 進藤満尾                                                                              |
| 16     | 夢子ちゃんは占いがお好きでござるの巻       | 柔美喜歡占卜             | 清水東       | 安藤敏彦       | 木野雄 鈴木洋介 | 今野淑子                                                                              |
| 17     | 荷物を取り返すでござるの巻                 | 歸還行李                 | 川辺美奈子   | のなかかずみ   | 木野雄 鈴木洋介 | 進藤満尾                                                                              |
| 17     |                                            | 逮捕寶物小偷             | 鈴木洋介     | 鈴木洋介       | 木野雄 鈴木洋介 | 大武正枝                                                                              |
| 18     | パパ上の腕時計でござるの巻                 | 父親大人的手錶           | うえのきみこ | 朴京順         | 木野雄 鈴木洋介 | 尾鷲英俊                                                                              |
| 18     |                                            | 徒弟是外國忍者           | 相内美生     | 麦野アイス     | 木野雄 鈴木洋介 | 尾鷲英俊                                                                              |
| 19     | 忍者は泣かないでござるの巻                 | 不哭的忍者               | 清水東       | 鈴木卓夫       | 木野雄 鈴木洋介 | 大武正枝                                                                              |
| 19     | お猿には負けないでござるの巻               | 不輸給猴子               | 相内美生     | 朴京順         | 木野雄 鈴木洋介 | 進藤満尾                                                                              |
| 20     | 獅子丸の犬小屋を作るでござる!の巻          | 製作獅子狗狗屋           | 川辺美奈子   | 安藤敏彦       | 木野雄 鈴木洋介 | 尾鷲英俊                                                                              |
| 20     |                                            | 搶先抵達學校             | 清水東       | のなかかずみ   | 木野雄 鈴木洋介 | 大武正枝                                                                              |
| 21     | ケン一氏は忍者でござるの巻                 | 健仔是忍者               | うえのきみこ | 安藤敏彦       | 木野雄 鈴木洋介 | 進藤満尾                                                                              |
| 21     |                                            | 忍者保齡球對決           | 川辺美奈子   | 安藤敏彦       | 木野雄 鈴木洋介 | 大武正枝                                                                              |
| 22     | 決死のドライブでござるの巻                 | 公路殊死戰               | うえのきみこ | のなかかずみ   | 木野雄 鈴木洋介 | 尾鷲英俊                                                                              |
| 22     |                                            | 打針大作戰               | 川辺美奈子   | 朴京順         | 木野雄 鈴木洋介 | 今野淑子、神戸環                                                                      |
| 23     |                                            | 孩童高爾夫球大會         | 清水東       | 鈴木卓夫       | 木野雄 鈴木洋介 | 大武正枝                                                                              |
| 23     |                                            | 忍者捉迷藏訓練           | 鈴木洋介     | 鈴木洋介       | 木野雄 鈴木洋介 | 大武正枝                                                                              |
| 24     | なんの卵?でござるの巻                      | 這是什麼蛋？             | 相内美生     | 朴京順         | 木野雄 鈴木洋介 | 進藤満尾                                                                              |
| 24     | クイズ王は誰だ?!でござるの巻               | 誰是猜謎王               | うえのきみこ | 安藤敏彦       | 木野雄 鈴木洋介 | 進藤満尾                                                                              |
| 25     | お寺の大掃除でござる!の巻                  | 寺廟大掃除               | 清水東       | 麦野アイス     | 木野雄 鈴木洋介 | 尾鷲英俊                                                                              |
| 25     |                                            | 機關氣球                 | 相内美生     | 鈴木卓夫       | 木野雄 鈴木洋介 | 今野淑子、神戸環                                                                      |
| 26     | ケン一氏のツリーハウスでござるの巻         | 健仔的樹屋               | 川辺美奈子   | のなかかずみ   | 木野雄 鈴木洋介 | 大武正枝                                                                              |
| 26     |                                            | 挑戰木球                 | 相内美生     | のなかかずみ   | 木野雄 鈴木洋介 | 尾鷲英俊                                                                              |
| 第二季 |                                            |                          |              |                |                 |                                                                                       |
| 27     |                                            | 危險的紅色               | 相内美生     | 八角哲夫       | 木野雄          | 長島崇                                                                                |
| 27     | ニワトリをつかまえろでござる!の巻          | 捕捉雞隻                 | 川辺美奈子   | 木野雄         | 木野雄          | 進藤満尾                                                                              |
| 28     |                                            | 愉快的露營               | 清水東       | のなかかずみ   | 木野雄          | 岩永大蔵 吉田朋代 増谷三郎                                                            |
| 28     |                                            | 脫逃大作戰               | うえのきみこ | 木野雄         | 木野雄          | Jeong Hown Song Yubang park Haewon Jeong Jucheol Park Siyun                           |
| 29     | いつもニコニコでござる!の巻                | 經常微笑                 | 清水東       | 鈴木卓夫       | 安藤敏彦        | 山下悟                                                                                |
| 29     | 犯人は誰?でござるの巻                      | 犯人是誰                 | 北条千夏     | 牛草健         | 木野雄          | 長嶋崇、松浦仁美                                                                      |
| 30     | ママ上のストライキでござるの巻             | 母親大人罷工             | 石川智子     | 麦野アイス     | 安藤敏彦        | 片岡恵美子                                                                            |
| 30     | 獅子丸は優秀な番犬でござるの巻             | 獅子狗是優秀的看守犬     | 相内美生     | 細谷秋夫       | 安藤敏彦        | Kim Sangmin、Lee Mingu Lee Sebo、Kim Daehun Lee Sangjin                               |
| 31     |                                            | 回收清洗物               | 川辺美奈子   | 細谷秋夫       | 木野雄          | Jeong Hown Song Yubang park Haewon Jeong Jucheol Park Siyun                           |
| 31     | 植物園は楽しいでござる!の巻                | 愉快的植物園郊遊         | 川辺美奈子   | 木野雄         | 木野雄          | 長嶋崇、松下佳弘                                                                      |
| 32     |                                            | 辛苦的偵查               | うえのきみこ | 鈴木大司       | 木野雄          | 進藤満尾                                                                              |
| 32     |                                            | 忍術回歸童心術           | 清水東       | のなかかずみ   | 木野雄          | Kim Sangmin、Lee Mingu Lee Sebo、Kim Daehun Lee Sangjin                               |
| 33     | シンゾウと亀の卵でござるの巻               | 小玲瓏與烏龜蛋           | 相内美生     | 鈴木大司       | 布施康之        | Jeong Hown Song Yubang park Haewon Jeong Jucheol Park Siyun                           |
| 33     | 打倒ハットリくんでござるの巻               | 打倒哈特利               | 北条千夏     | 大宙征基       | 木野雄          | 増谷三郎                                                                              |
| 34     | 好き嫌いはこりごりでござるの巻             | 喜歡討厭都好頭痛         | 相内美生     | 細谷秋夫       | 安藤敏彦        | Jeong Hown Song Yubang park Haewon Jeong Jucheol Park Siyun                           |
| 34     | 放課後の夢子ちゃんでござるの巻             | 放學後的柔美             | うえのきみこ | 大宙征基       | 安藤敏彦        | Kim Sangmin、Lee Mingu Lee Sebo、Kim Daehun Lee Sangjin                               |
| 35     | ケンイチ氏のジョギング修行でござる!の巻    | 健仔的慢跑修行           | 清水東       | 鈴木卓夫       | 布施康之        | Jeong Hown Song Yubang park Haewon Jeong Jucheol Park Siyun                           |
| 35     | エレキャットはビリビリでござるの巻         | 電貓戰戰競競             | うえのきみこ | のなかかずみ   | 布施康之        | Kim Sangmin、Lee Mingu Lee Sebo、Kim Daehun Lee Sangjin                               |
| 36     | 忍法おもい花は恐ろしいでござるの巻         | 忍術愛慕之花是很可怕     | 相内美生     | 安藤敏彦       | 安藤敏彦        | Kim Sangmin、Lee Mingu Lee Sebo、Kim Daehun Lee Sangjin                               |
| 36     | 細かいことは気にしないでござる!の巻        | 不必在意小細節           | 清水東       | 安藤敏彦       | 安藤敏彦        | Jeong Hown Song Yubang park Haewon Jeong Jucheol Park Siyun                           |
| 37     | 蝶が大好き小池先生でござるの巻             | 喜愛蝴蝶的小池老師       | 江夏由結     | 大宙征基       | 布施康之        | Kim Sangmin、Lee Mingu Lee Sebo、Kim Daehun Lee Sangjin                               |
| 37     |                                            | 外國忍者再度登場         | 相内美生     | 麦野アイス     | 木野雄          | 大武正枝                                                                              |
| 38     | プレゼント大作戦でござる!の巻              | 禮物大作戰               | 川辺美奈子   | のなかかずみ   | 木野雄          | 増谷三郎                                                                              |
| 38     |                                            | 媽媽大人是發明家         | うえのきみこ | 朴京順         | 牛草健          | 長嶋崇                                                                                |
| 39     |                                            | 小玲瓏與小忍者隊         | 石川智子     | 細谷秋夫       | 木野雄          | 松崎一                                                                                |
| 39     | 負けるが勝ちでござるでござるの巻           | 輸了就是贏了             | うえのきみこ | のなかかずみ   | 木野雄          | Kim Sangmin、Lee Mingu Lee Sebo、Kim Daehun Lee Sangjin                               |
| 40     | 通信簿を搜索せよ!でござるの巻              | 搜查電話簿               | 相内美生     | のなかかずみ   | 布施康之        | 松下佳弘、進藤満尾 岩永大蔵、長嶋崇                                                   |
| 40     | 七不思議を追えでござるの巻                 | 追逐七大不可思議         | 川辺美奈子   | 朴京順         | 布施康之        | 松崎一                                                                                |
| 41     |                                            | 良好的旅行感覺舒暢       | 石川智子     | 鈴木卓夫       | 木野雄          | Jeong Hown Song Yubang park Haewon Jeong Jucheol Park Siyun                           |
| 41     |                                            | 傳說中的鍛刀師傅         | 川辺美奈子   | 大宙征基       | 牛草健          | 進藤満尾                                                                              |
| 42     | 美化委員の座は誰のもの!?でござるの巻       | 美化股長鹿死誰手         | 江夏由結     | 鈴木卓夫       | 細谷秋夫        | 長嶋崇                                                                                |
| 42     | 鳥になった獅子丸でござるの巻               | 變成鳥的獅子狗           | うえのきみこ | 麥野アイス     | 牛草健          | 林一哉                                                                                |
| 43     | 雨の日も修行でござるの巻                   | 下雨也要修行             | 北條千夏     | 鈴木卓夫       | 牛草健          | 増谷三郎                                                                              |
| 43     |                                            | 決戰巨大烏賊             | うえのきみこ | 大宙征基       | 牛草健          | 長嶋崇                                                                                |
| 44     | 影千代の良心でござるの巻                   | 俏皮貓的良心             | 北條千夏     | 朴京順         | 木野雄          | 林一哉                                                                                |
| 44     |                                            | 尋找寶藏                 | 川辺美奈子   | 細谷秋夫       | 木野雄          | 増谷三郎                                                                              |
| 45     | ニンジャモンジャって何じゃ?でござるの巻    | 忍者怪獸為何？           | 石川智子     | 鈴木卓夫       | 布施康之        | 松崎一                                                                                |
| 45     | 獅子丸のダイエットでござるの巻             | 獅子狗的減肥             | うえのきみこ | 麥野アイス     | やすみ哲夫      | 大武正枝                                                                              |
| 46     | カンガルーボクサーを倒せでござるの巻       | 擊倒袋鼠拳擊手           | 清水東       | 細谷秋夫       | 細谷秋夫        | 林一哉                                                                                |
| 46     | 獅子丸のオシャレコンテストでござるの巻     | 獅子狗的打扮選美會       | 江夏由結     | 細谷秋夫       | のなかかずみ    | 松崎一                                                                                |
| 47     | 夢子殿の護身術でござるの巻                 | 柔美的防身術             | 清水東       | 鈴木大司       | 木野雄          | 進藤満尾                                                                              |
| 47     |                                            | 傳令竹筒大吵架           | 相内美生     | 麥野アイス     | 木野雄          | 長嶋崇                                                                                |
| 48     | ケンイチ氏恐怖の一夜でござるの巻           | 健仔恐怖的一夜           | 江夏由結     | 大宙征基       | 布施康之        | Kim Sangmin、Lee Mingu Lee Sebo、Kim Daehun Lee Sangjin                               |
| 48     | キラリと光るでござるの巻                   | 閃閃和發亮               | 江夏由結     | 朴京順         | 布施康之        | Jeong Hown Song Yubang park Haewon Jeong Jucheol Park Siyun                           |
| 49     |                                            | 潛入博物館               | 清水東       | 木野雄         | 木野雄          | 大武正枝、増谷三郎                                                                    |
| 49     |                                            | 不可思議的溫泉旅館       | 相内美生     | 細谷秋夫       | 細谷秋夫        | 細谷秋夫                                                                              |
| 50     | 夢子殿の家が遠いでござるの巻               | 遙遠的柔美家             | 相内美生     | 細谷秋夫       | 布施康之        | Kim Sangmin、Lee Mingu Lee Sebo、Kim Daehun Lee Sangjin                               |
| 50     | 三葉家のネズミ退治でござるの巻             | 三葉家驅逐老鼠           | 相内美生     | のなかかずみ   | 牛草健          | 松崎一                                                                                |
| 51     | 本日はムササビ日和でござるの巻             | 今天是大鳥日子           | うえのきみこ | 麥野アイス     | 木野雄          | Kim Sangmin、Lee Mingu Lee Sebo、Kim Daehun Lee Sangjin                               |
| 51     |                                            | 健仔的忍者電影           | 清水東       | 鈴木卓夫       | 木野雄          | Jeong Hown Song Yubang park Haewon Jeong Jucheol Park Siyun                           |
| 52     | 小池先生ついにデートでござる!?の巻         | 小池老師終於約會!?       | 相内美生     | 細谷秋夫       | 布施康之        | Kim Sangmin、Lee Mingu Lee Sebo、Kim Daehun Lee Sangjin                               |
| 52     |                                            | 約會變裝大作戰           | 川辺美奈子   | 鈴木卓夫       | 牛草健          | 進藤満尾                                                                              |
| 第三季 |                                            |                          |              |                |                 |                                                                                       |
| 53     | パパ上をおもてなしでござるの巻             | 爸爸大人的贈禮           | 川辺美奈子   | やすみ哲夫     | 木野雄          | 東根さくらんぼ                                                                        |
| 53     |                                            | 賭上性命的便當           | うえのきみこ | 木野雄         | 木野雄          | Song Yubang、Lee Jaeho Kim Myeonggun、Kim Teahyeng Woo Jinsung、Kim Taehyung          |
| 54     | とにかく明るいケン一氏でござるの巻         | 總而言之開朗的健仔       | 清水東       | 伊賀夕         | 牛草健          | 長島崇                                                                                |
| 54     | 片付けてスッキリでござるの巻               | 乾淨俐落的整理           | 中弘子       | 牛草健         | 牛草健          | Song Yubang、Lee Jaeho Kim Myeonggun、Kim Teahyeng Woo Jinsung、Kim Taehyung          |
| 55     | 輪っかでフラフラでござるの巻               | 車輪團團轉               | 中弘子       | 細谷秋夫       | 細谷秋夫        | Song Yubang、Lee Jaeho Kim Myeonggun、Kim Teahyeng Woo Jinsung、Kim Taehyung          |
| 55     |                                            | 完美的出差準備           | うえのきみこ | 細谷秋夫       | 細谷秋夫        | 細谷秋夫                                                                              |
| 56     |                                            | 布偶裝好難受             | 川辺美奈子   | 朴京順         | 朴京順          | 木村陽子                                                                              |
| 56     |                                            | 不在家很無聊             | 成島由紀子   | 朴京順         | 朴京順          | Song Yubang、Lee Jaeho Kim Myeonggun、Kim Teahyeng Woo Jinsung、Kim Taehyung          |
| 57     | 走れ獅子丸でござるの巻                     | 跑吧獅子狗               | うえのきみこ | やすみ哲夫     | 木野雄          | Song Yubang、Lee Jaeho Kim Myeonggun、Kim Teahyeng Woo Jinsung、Kim Taehyung          |
| 57     | マツタケのおかげでござるの巻               | 多虧了松茸               | 石川智子     | 鈴木卓夫       | 木野雄          | Song Yubang、Lee Jaeho Kim Myeonggun、Kim Teahyeng Woo Jinsung、Kim Taehyung          |
| 58     |                                            | 孫子來很好；若再來更好   | 成島由紀子   | 鈴木卓夫       | 岡田けんじろう  | Sin Hye ran Kim Dae hoon Yoo Seung hee                                                |
| 58     | ママ上なんて大嫌いでござるの巻             | 媽媽大人最討厭了！       | 中弘子       | やすみ哲夫     | 岡田けんじろう  | Sin Hye ran Kim Dae hoon Yoo Seung hee                                                |
| 59     | ハイテク頭巾は手強いでござるの巻           | 高科技頭巾很強悍         | 清水東       | 伊賀夕         | 牛草健          | 松下佳弘、長島崇                                                                      |
| 59     | 影丸になった獅子丸でござるの巻             | 成為保鑣的獅子狗         | 鈴木洋介     | のなかかずみ   | 牛草健          | 田中保、進藤満尾                                                                      |
| 60     | 忍法雨だれの舞でござるの巻                 | 忍術五月雨之舞           | 清水東       | のなかかずみ   | 秦義人          | Song Yubang、Lee Jaeho Kim Myeonggun、Kim Teahyeng Woo Jinsung、Kim Taehyung          |
| 60     | 忍者泥棒を捕まえろ！の巻                   | 捉拿忍者小偷！           | 清水東       | 秦義人         | 秦義人          | Song Yubang、Lee Jaeho Kim Myeonggun、Kim Teahyeng Woo Jinsung、Kim Taehyung          |
| 61     |                                            | 非常安靜的三葉家         | 石川智子     | 鈴木卓夫       | 館信一郎        | Sin Hye ran Kim Dae hoon Yoo Seung hee                                                |
| 61     |                                            | 氣喘吁吁的散步           | 鈴木洋介     | Hong Hunpyo    | 館信一郎        | Sin Hye ran Kim Dae hoon Yoo Seung hee                                                |
| 62     |                                            | 許願要付出代價           | 川辺美奈子   | 釘宮洋         | 池端たかし      | 中城悦雄、Song Yubang Lee Jaeho、Kim Myeonggun Kim Teahyeng、Woo Jinsung Kim Taehyung |
| 62     |                                            | 揭發臘腸犬的真面目       | 清水東       | 朴京順         | 池端たかし      | 進藤満尾、Song Yubang Lee Jaeho、Kim Myeonggun Kim Teahyeng、Woo Jinsung Kim Taehyung |
| 63     |                                            | 爸爸大人不在的教學參觀   | 成島由紀子   | 細谷秋夫       | 細谷秋夫        | 樋口善法、Song Yubang Lee Jaeho、Kim Myeonggun Kim Teahyeng、Woo Jinsung Kim Taehyung |
| 63     |                                            | 彩券中獎了               | のなかかずみ | 細谷秋夫       | 細谷秋夫        | 細谷秋夫                                                                              |
| 64     |                                            | 交給智慧型手機           | のなかかずみ | 東根さくらんぼ | 牛草健          | 木村陽子                                                                              |
| 64     |                                            | 令人羨慕的忍者公主       | 成島由紀子   | 伊賀夕         | 牛草健          | 長島崇 伊賀夕(漫畫作畫)                                                               |
| 65     |                                            | 沒有刀就無法冷靜         | 川辺美奈子   | 門司港一       | 門司港一        | 松下佳弘、Song Yubang Lee Jaeho、Kim Myeonggun Kim Teahyeng、Woo Jinsung Kim Taehyung |
| 65     |                                            | 繪圖心很重要             | 鈴木洋介     | 門司港一       | 門司港一        | 門司港一                                                                              |
| 66     |                                            | 愛子老師的搬家           | 川辺美奈子   | 麦野アイス     | 館信一郎        | Sin Hye ran Kim Dae hoon Yoo Seung hee                                                |
| 66     |                                            | 媽媽大人絕對是忍者       | 北条千夏     | 岡田けんじろう | 岡田けんじろう  | Sin Hye ran Kim Dae hoon Yoo Seung hee                                                |
| 67     |                                            | 最近沒看到小玲瓏         | 福島直浩     | 朴京順         | Lee Hose        | Song Yubang、Lee Jaeho Kim Myeonggun、Kim Teahyeng Woo Jinsung、Kim Taehyung          |
| 67     |                                            | 盛大規模的喜劇動畫       | 川辺美奈子   | 佐藤元         | Lee Hose        | Song Yubang、Lee Jaeho Kim Myeonggun、Kim Teahyeng Woo Jinsung、Kim Taehyung          |
| 68     |                                            | 忍術早點送禮物之術       | 清水東       | 鈴木卓夫       | 牛草健          | Song Yubang、Lee Jaeho Kim Myeonggun、Kim Teahyeng Woo Jinsung、Kim Taehyung          |
| 68     |                                            | 甘麥基的過失             | うえのきみこ | のなかかずみ   | 牛草健          | Song Yubang、Lee Jaeho Kim Myeonggun、Kim Teahyeng Woo Jinsung、Kim Taehyung          |
| 69     | 大事にしまい過ぎたでござるの巻             | 大事化小；小事化無       | 中弘子       | 門司港一       | 門司港一        | 門司港一                                                                              |
| 69     | 忍法なりきり動物の術でござるの巻           | 忍術動物變身術           | 清水東       | 門司港一       | 門司港一        | 進藤満尾                                                                              |
| 70     | 影千代と豆千代でござるの巻                 | 俏皮貓與豆千代           | 石川智子     | 木野雄         | 木野雄          | 田中保                                                                                |
| 70     | 夢子殿と拙者の秘密でござるの巻             | 柔美與在下的秘密         | うえのきみこ | 鈴木卓夫       | 布施康之        | 林一哉 Jeoung Gyu Tak                                                                 |
| 71     | はぐれ犬と獅子丸でござるの巻               | 剝皮犬與獅子狗           | 相内美生     | 鈴木卓夫       | 久保太郎        | Kim Dae hoon                                                                          |
| 71     | ぬりたてセメント砦でござるの巻             | 粉刷水泥牆               | うえのきみこ | 鈴木卓夫       | 布施康之        | 林一哉                                                                                |
| 72     | 忍法打ち上げ花火でござるの巻               | 忍術煙火施放術           | うえのきみこ | 朴京順         | 朴京順          | Song Yubang、Lee Jaeho Kim Myeonggun、Kim Teahyeng Woo Jinsung、Kim Taehyung          |
| 72     |                                            | 真心話線香很危險         | 清水東       | 朴京順         | 朴京順          | 田中保、Song Yubang Lee Jaeho、Kim Myeonggun Kim Teahyeng、Woo Jinsung Kim Taehyung   |
| 73     | アレと一緒にお留守番でござるの巻           | 與那個一起看家           | 鈴木洋介     | のなかかずみ   | 伊賀夕          | 樋口善法                                                                              |
| 73     | バレずに忍法忍び足でござるの巻             | 不被揭穿的忍術忍者之腳   | 相内美生     | 東根さくらんぼ | 東根さくらんぼ  | 長島崇                                                                                |
| 74     | 忍法千の耳の修行でござるの巻               | 忍術順風耳修行           | 中弘子       | 鈴木卓夫       | 関大            | 松下佳弘、Song Yubang Lee Jaeho、Kim Myeonggun Kim Teahyeng、Woo Jinsung Kim Taehyung |
| 74     | 眠っていたいケン一氏でござるの巻           | 想睡覺的健仔             | 石川智子     | 秦義人         | 関大            | Song Yubang、Lee Jaeho Kim Myeonggun、Kim Teahyeng Woo Jinsung、Kim Taehyung          |
| 75     | 未知との遭遇でござるの巻                   | 與未知的遭遇             | 鈴木洋介     | 東根さくらんぼ | 氏家友和        | 樋口善法、松下佳弘 田中保、長島崇                                                     |
| 75     |                                            | 用大哭力量阻止大家       | 福島直浩     | のなかかずみ   | 氏家友和        | 田中保、進藤満尾                                                                      |
| 76     | シシロボは便利でござるの巻                 | 獅子機器人很方便         | うえのきみこ | 東根さくらんぼ | 布施康之        | 水野知己                                                                              |
| 76     |                                            | 三葉家的改革             | 成島由紀子   | 麦野アイス     | 館信一郎        | 林一哉 Hwang II Jin                                                                   |
| 77     | ママ上の家庭菜園でござるの巻               | 媽媽大人的家庭菜園       | 川辺美奈子   | 細谷秋夫       | 細谷秋夫        | 細谷秋夫                                                                              |
| 77     |                                            | 用藤蔓果油比賽相撲       | 清水東       | 細谷秋夫       | 細谷秋夫 田中保 | 松下佳弘                                                                              |
| 78     |                                            | 小玲瓏與獅子狗的方便人   | 相内美生     | 木野雄         | 木野雄          | 長島崇                                                                                |
| 78     |                                            | 在下失去記憶             | 成島由紀子   | 木野雄         | 麦野アイス      | 樋口善法                                                                              |
| 第四季 |                                            |                          |              |                |                 |                                                                                       |
| 79     |                                            | 撿拾栗子大戰             | 清水東       | 門司港一       | 門司港一        | 長島崇                                                                                |
| 79     |                                            | 來自法國的弟子           | 相内美生     | 門司港一       | 門司港一        | 門司港一                                                                              |
| 80     |                                            | 守護愛子老師             | 石川あさみ   | 東根さくらんぼ | 布施康之        | 林一哉 Hwang II Jin                                                                   |
| 80     |                                            | 綁成一捆的伊賀三人組     | 福島直浩     | 朴京順         | 氏家友和        | はしもとかつみ、松下佳弘                                                              |
| 81     |                                            | 忍者會把詛咒傳給你       | 福島直浩     | 東根さくらんぼ | 氏家友和        | 田中保、進藤満尾                                                                      |
| 81     |                                            | 今天，是在下休息之日     | 福島直浩     | 朴京順         | 氏家友和        | 進藤満尾 松下佳弘                                                                     |
| 82     |                                            | 俏皮貓的報恩             | 相内美生     | 飯村正之       | 飯村正之        | 奥村シロウ、Jung gyu tak Park jung hee、服部森樹朗 Lee jin hyeong                     |
| 82     |                                            | 空中飛的忍者氣球         | 清水東       | 鈴木卓夫       | 飛田剛          | 林一哉、Hwang II Jin 水野知己                                                         |
| 83     |                                            | 甲賀女忍者來也           | 成島由紀子   | 東根さくらんぼ | 伊賀夕          | 樋口善法                                                                              |
| 83     |                                            | 吵架風箏大吵架           | うえのきみこ | 佐藤元         | 麦野アイス      | はしもとかつみ、佐藤元                                                                |
| 84     |                                            | 在地下停留吧             | 相内美生     | 門司港一       | 門司港一        | 門司港一                                                                              |
| 84     |                                            | 踩高蹺忍者大戰           | 清水東       | 門司港一       | 門司港一        | 田中保、長島崇                                                                        |
| 85     |                                            | 恐怖的忍者爆走族         | 清水東       | 鈴木卓夫       | 久保太郎        | 林一哉、Hwang II Jin 水野知己                                                         |
| 85     |                                            | 工作的伊賀三人組         | 福島直浩     | 鳥羽明子       | 氏家友和        | 長島崇、李豪世 進藤満尾                                                               |
| 86     |                                            | 忍者的實演販賣           | 清水東       | 鈴木卓夫       | 飯村正之        | 奥村シロウ、林一哉 Hwang il jin、Lee jin hyeong                                       |
| 86     |                                            | 小玲瓏最近狀況不錯       | 川辺美奈子   | 久保太郎       | 久保太郎        | 林一哉、水野知己 Jung gyu tak、Park jung hee                                          |
| 87     |                                            | 忍者的交通安全教室       | 福島直浩     | 秦義人         | 麦野アイス      | 大武正枝                                                                              |
| 87     |                                            | 不要送情書               | 成島由紀子   | 麦野アイス     | 麦野アイス      | 大宅幸男                                                                              |
| 88     |                                            | 小玲瓏想成為夥伴         | 田嶋久子     | 鳥羽明子       | 飯村正之        | 奥村シロウ、武田政夫                                                                  |
| 88     |                                            | 追蹤陶笛的音色           | 成島由紀子   | 東根さくらんぼ | 伊賀夕          | 李豪世、澤田裕美                                                                      |
| 89     |                                            | 把獅子狗鍛鍊回來         | 相内美生     | 細谷秋夫       | 細谷秋夫        | 大武正枝                                                                              |
| 89     |                                            | 想拍到明星照片           | 川辺美奈子   | 細谷秋夫       | 細谷秋夫        | 長島崇、李豪世                                                                        |
| 90     |                                            | 不想當學生委員           | 田嶋久子     | 門司港一       | 門司港一        | 門司港一、田中保 樋口善法                                                             |
| 90     |                                            | 禁止使用忍者道具         | 川辺美奈子   | 門司港一       | 門司港一        | 樋口善法、はしもとかつみ 門司港一                                                     |
| 91     |                                            | 狂熱劍玉大會             | 相内美生     | 鈴木卓夫       | 牛草健          | 大武正枝                                                                              |
| 91     |                                            | 小玲瓏是稻草富翁         | 福島直浩     | 鳥羽明子       | 牛草健          | 松下佳弘、進藤満尾                                                                    |
| 92     |                                            | 忍者雪球大戰             | 清水東       | 細谷秋夫       | 細谷秋夫        | 田中保、長島崇                                                                        |
| 92     |                                            | 使其騷動的滑雪           | 石川あさみ   | 朴京順         | 布施康之        | 林一哉、水野知己 Lee Hose、Jung gyu tak                                               |
| 93     |                                            | 交不出挑戰書             | 相内美生     | 鈴木卓夫       | 館信一郎        | 奥村シロウ、武田政夫 竹松一生                                                         |
| 93     |                                            | 小玲瓏的重量修行         | 清水東       | 朴京順         | 飛田剛          | 宇津木勇、林一哉 水野知己                                                             |
| 94     |                                            | 海之家門庭若市           | 清水東       | 門司港一       | 門司港一        | 樋口善法、長島崇                                                                      |
| 94     |                                            | 在下的打噴嚏是大暴風     | 相内美生     | 細谷秋夫       | 細谷秋夫        | 樋口善法                                                                              |
| 95     |                                            | 來清掃的伊賀三人組       | 福島直浩     | 鳥羽明子       | 麦野アイス      | 樋口善法、長島崇                                                                      |
| 95     |                                            | 永遠是客人               | 成島由紀子   | 麦野アイス     | 麦野アイス      | 大宅幸男                                                                              |
| 96     |                                            | 一旦與在下見面就會瘦下來 | 川辺美奈子   | 鈴木卓夫       | 久保太郎        | 奥村シロウ、武田政夫 竹松一生                                                         |
| 96     |                                            | 終於見面的偶像           | 相内美生     | 鳥羽明子       | いとうのりひこ  | 宇津木勇、進藤満尾 林一哉、水野知己                                                   |
| 97     |                                            | 要小心我我忍者           | 田嶋久子     | 細谷秋夫       | 細谷秋夫        | 田中保、松下佳弘                                                                      |
| 97     |                                            | 小池老師新婚生活中       | 成島由紀子   | 細谷秋夫       | 細谷秋夫        | 山崎猛、田中保                                                                        |
| 98     |                                            | 誤解再誤解               | 福島直浩     | 門司港一       | 門司港一        | 門司港一                                                                              |
| 98     |                                            | 來去夏威夷吧             | 相内美生     | 細谷秋夫       | 細谷秋夫        | 樋口善法、細谷秋夫 長島崇                                                             |
| 99     |                                            | 印度忍者來了             | うえのきみこ | 麦野アイス     | 牛草健          | 山崎猛                                                                                |
| 99     |                                            | 現在打算離家出走         | 川辺美奈子   | 木野雄         | 牛草健          | 樋口善法、長島崇                                                                      |
| 100    |                                            | 俏皮貓千鈞一髮           | 田嶋久子     | 鳥羽明子       | 牛草健          | 大武正枝                                                                              |
| 100    |                                            | 三葉家的女兒             | 成島由紀子   | 伊賀夕         | 伊賀夕          | 大武正枝                                                                              |
| 101    |                                            | 這真是完美的茶碗         | 清水東       | 門司港一       | 門司港一        | はしもとかつみ、進藤満尾                                                              |
| 101    |                                            | 小玲瓏的房間完成了       | 福島直浩     | 門司港一       | 門司港一        | 門司港一                                                                              |
| 102    |                                            | 鋼琴發表會告急           | 川辺美奈子   | 鈴木卓夫       | 館信一郎        | 奥村シロウ、武田政夫                                                                  |
| 102    |                                            | 媽媽大人是名偵探         | 相内美生     | 鳥羽明子       | 長友孝和        | 林一哉、林桂子 樋口善法、水野知己                                                     |
| 103    |                                            | 不能太過驚訝             | 清水東       | 鈴木卓夫       | 氏家友和        | 長島崇、樋口善法                                                                      |
| 103    |                                            | 飛鼠兵衛來了             | 川辺美奈子   | 伊賀夕         | 氏家友和        | 山崎猛                                                                                |
| 104    |                                            | 和好的咒語               | 石川あさみ   | 麦野アイス     | 麦野アイス      | 大宅幸男                                                                              |
| 104    |                                            | 想念父親和母親大人       | 相内美生     | 麦野アイス     | 麦野アイス      | 長島崇、田中保                                                                        |

### 聲優
同版本列出兩位配音員之角色，上為前期，下為後期。
| 角色                  | 日本配音員        | 日本配音員 (2012年新版) | 真人演出 (電影版) | 台灣配音員 (忍者小叮噹版本) | 台灣配音員 (忍者哈特利版本) | 台灣配音員 (印度版本) | 香港配音員 (TVB 1983年版本) | 香港配音員 (TVB 2013年 印度版本第1季) | 香港配音員 (TVB 2017年 印度版本第2季起) |
| 哈特利甘藏            | 堀絢子            | 堀絢子                  | 香取慎吾          | 陳美貞                      | 林美秀                      | 林美秀                | 周婉侶                      | 馮詠恩                                | 雷碧娜                                  |
| 哈特利新藏            | 三田友子          | 日向ゆきこ              | 伊藤白            | 許淑嬪 林美秀               | 傅其慧 謝佼娟               | 謝佼娟                | 梁緻盈                      | 陳雪瑩                                | 羅孔柔                                  |
| 獅子丸                | 緒方賢一          | 緒方賢一                | －                | 魏伯勤                      | 符爽                        | 符爽                  | 梁耀昌                      | 何家裕                                | 李安邦                                  |
| 小燕子                | 白石冬美          | －                      | －                |                             | 雷碧文                      |                       | 樂蔚                        | 張惠雯                                |                                         |
| 忍者怪獸吉波          | 瀧口順平          | －                      | －                |                             | 符爽                        |                       |                             |                                       |                                         |
|                       | 二見忠男          | 町田政則                | －                |                             | 魏伯勤                      |                       | 黃兆強                      |                                       |                                         |
| 煙卷煙藏              | 肝付兼太          | 小川一樹                | 照屋年之          | 劉傑 魏伯勤                 | 魏伯勤                      | 宋昱璁                | 曾慶珏 （代配:袁淑珍）      | 王綺婷                                | 袁淑珍                                  |
| 影千代                | 山田榮子          | 深田愛衣                | －                |                             | 林美秀                      | 林美秀                | 林保全                      | 簡懷甄                                | 鄧港文                                  |
| 三葉健一              | 菅谷政子          | 天神林ともこ            | 知念侑李          | 楊凱凱                      | 雷碧文                      | 雷碧文                | 黃麗芳                      | 鄧潔麗                                | 吳羡婷                                  |
| 三葉葵                | 梨羽侑里          | 北原美和                | 戶田惠子          | 許淑嬪 詹雅菁               | 傅其慧 謝佼娟               | 謝佼娟                | 姚天麗                      | 姜麗儀                                | 黃麗芳                                  |
| 三葉健太郎            | 藤本讓            | 柳澤榮治                | 淺野和之          |                             | 魏伯勤                      | 宋昱璁                | 梅欣                        | 利耀堂                                | 劉昭文                                  |
| 河合夢子              | 秋山るな          | 佐藤晴香 岩橋由佳       |                   | 許淑嬪 詹雅菁               | 傅其慧 謝佼娟               | 謝佼娟                | 孫明貞                      | 高雅玲                                | 何晶晶                                  |
| 夢子媽媽              |                   |                         | －                |                             | 林美秀 雷碧文               |                       |                             | 陳雪瑩                                |                                         |
| 小池老師              | 二又一成          | 中田隼人 矢嶋友和       | －                | 于正昇                      | 符爽                        | 符爽                  | 盧國權                      | 蔡忠衛                                | 盧國權                                  |
| 愛子老師              | 川浪葉子          | 深田愛衣                |                   |                             | 林美秀                      |                       | 袁淑珍                      | 姜嘉蕾                                | 朱妙蘭                                  |
| 忍者博士              | 野本禮三          | －                      | －                |                             | 符爽                        |                       |                             |                                       |                                         |
| 忍者公主              | 橫澤啟子          | －                      | －                |                             | －                          |                       |                             |                                       |                                         |
| 機械丸                | 銀河萬丈          | －                      | －                |                             | －                          |                       |                             |                                       |                                         |
| 刺次郎                | 丸山裕子          | －                      | －                |                             | 傅其慧 謝佼娟               |                       |                             |                                       |                                         |
| 猿飛猿助              | 田中真弓 神代知衣 | 石山仁                  |                   |                             |                             |                       |                             |                                       |                                         |
| 雲隱才藏              | 櫻井敏治          | 宮崎聰                  |                   |                             |                             |                       |                             |                                       |                                         |
| 石川五助              | 渡邊久美子        | 花藤蓮                  |                   |                             |                             |                       |                             |                                       |                                         |
| 飛鼠兵衛              | 未登場            | 真柴摩利                |                   |                             |                             |                       |                             |                                       |                                         |
| 優里                  | 鶴弘美            |                         |                   |                             |                             |                       |                             |                                       |                                         |
| 精神超人 （蓋拉二世） | 神谷明            |                         |                   |                             |                             |                       |                             |                                       |                                         |
| 蓋拉博士              | 內海賢二          |                         |                   |                             |                             |                       |                             |                                       |                                         |

## 真人版影劇

### 電視劇
- 忍者哈特利（忍者ハットリくん）
- 忍者哈特利 + 忍者怪獸吉波（忍者ハットリくん + 忍者怪獣ジッポウ）

### 電影
- 忍者哈特利（NIN×NIN 忍者ハットリくん THE MOVIE）

哈特利由SMAP香取慎吾主演，於2004年上映。台灣由勝琦國際多媒體代理於2005年12月19日發行DVD。

## 遊戲
Hudson Soft在1986年3月5日發售FC遊戲機動作類型遊戲《忍者ハットリくん 〜忍者は修行でござるの巻〜》。

## 外部連結
- 動畫版官方網站（日語）
- NIN×NIN 忍者ハットリくん THE MOVIE （页面存档备份，存于）（日語）
- 勝琦國際多媒體 -- 忍者哈特利 (DVD)
- ハットリ堂 （页面存档备份，存于）（日語）
- 互联网电影数据库（IMDb）上《忍者小靈精》的资料（英文）